# Roca Bruna
La Roca Bruna és una muntanya de 1.117 metres que es troba al municipi del Mas de Barberans, a la comarca catalana del Montsià.